# برادلی پیرز
 برادلی پیرز (به انگلیسی: Bradley Pierce) (زاده ۲۳ اکتبر ۱۹۸۲) بازیگر آمریکایی است. از جمله فیلم‌هایی که او در آن بازی کرده میتوان به جومانجی اشاره کرد